# Плей-оф Англійської футбольної ліги 2023
Плей-оф Англійської футбольної ліги сезону 2022-23 (спонсорська назва — «Плей-оф Скай Бет» (англ. Sky Bet Play-Offs) відбувся у травні 2023 року, а всі фінальні матчі пройшли на стадіоні Вемблі.
У кожній лізі плей-оф розпочався з двох півфіналів, які гралися у два кола. Між собою змагалися команди, які посіли 3, 4, 5 і 6 місця в Футбольній та Першій футбольній лігах, а також ті, що посіли 4, 5, 6 і 7 місця в Другій футбольній лізі. Переможці півфіналів вийшли до фіналу, де, у випадку тріумфу, отримали підвищення в класі на наступний сезон.

## Футбольна ліга

### Півфінали плей-оф Футбольної ліги
| Положення у чемпіонаті - Футбольна ліга | Положення у чемпіонаті - Футбольна ліга | Положення у чемпіонаті - Футбольна ліга | Положення у чемпіонаті - Футбольна ліга | Положення у чемпіонаті - Футбольна ліга | Положення у чемпіонаті - Футбольна ліга | Положення у чемпіонаті - Футбольна ліга | Положення у чемпіонаті - Футбольна ліга | Положення у чемпіонаті - Футбольна ліга | Положення у чемпіонаті - Футбольна ліга |
| Поз.                                    | Команда                                 | І                                       | В                                       | Н                                       | П                                       | ГЗ                                      | ГП                                      | РГ                                      | О                                       |
| --------------------------------------- | --------------------------------------- | --------------------------------------- | --------------------------------------- | --------------------------------------- | --------------------------------------- | --------------------------------------- | --------------------------------------- | --------------------------------------- | --------------------------------------- |
| 3                                       | Лутон Таун                              | 46                                      | 21                                      | 17                                      | 8                                       | 57                                      | 39                                      | +18                                     | 80                                      |
| 4                                       | Мідлсбро                                | 46                                      | 22                                      | 9                                       | 15                                      | 84                                      | 56                                      | +28                                     | 75                                      |
| 5                                       | Ковентрі Сіті                           | 46                                      | 18                                      | 16                                      | 12                                      | 58                                      | 46                                      | +12                                     | 70                                      |
| 6                                       | Сандерленд                              | 46                                      | 18                                      | 15                                      | 13                                      | 68                                      | 55                                      | +13                                     | 69                                      |

#### Перше коло
| 13 травня 2023 19:30 (UTC+2) |

| Сандерленд              | 2–1      | Лутон Таун  |
| ----------------------- | -------- | ----------- |
| - Діалло 39' - Г'юм 63' | Протокол | Адебайо 11' |

| Стедіум оф Лайт, Сандерленд Глядачів: 46,060 Арбітр: Тім Робінсон |

| 14 травня 2023 14:00 (UTC+2) |

| Ковентрі Сіті | 0–0      | Мідлсбро |
| ------------- | -------- | -------- |
|               | Протокол |          |

| Ріко Арена, Ковентрі Глядачів: 28,874 Арбітр: Роберт Медлі |

#### Друге коло
| 16 травня 2023 22:00 (UTC+2) |

| Лутон Таун             | 2–0      | Сандерленд |
| ---------------------- | -------- | ---------- |
| - Ошо 10' - Локієр 43' | Протокол |            |

| Кенілверт Роуд, Лутон Глядачів: 10,013 Арбітр: Саймон Гупер |

| 17 травня 2023 22:00 (UTC+2) |

| Мідлсбро | 0–1      | Ковентрі Сіті |
| -------- | -------- | ------------- |
|          | Протокол | Гамер 57'     |

| Ріверсайд стедіум, Мідлсбро Глядачів: 32,154 Арбітр: Девід Кут |

### Фінал плей-оф Футбольної ліги
| 27 травня 2023 18:45 (UTC+2) |

| Ковентрі Сіті                                    | 1–1 (д.ч.) | Лутон Таун                                          |
| ------------------------------------------------ | ---------- | --------------------------------------------------- |
| - Гамер 66'                                      | Протокол   | - Кларк 23'                                         |
|                                                  | Пенальті   |                                                     |
| - Годден - Дьокереш - Шиф - Екклз - Келлі - Дабо | 5–6        | - Морріс - Тейлор - Накамба - Кларк - Беррі - Поттс |

| Вемблі, Лондон Глядачів: 85,711 Арбітр: Майкл Олівер |

## Перша футбольна ліга

### Півфінали плей-оф Першої футбольної ліги
| Положення у чемпіонаті - Перша футбольна ліга | Положення у чемпіонаті - Перша футбольна ліга | Положення у чемпіонаті - Перша футбольна ліга | Положення у чемпіонаті - Перша футбольна ліга | Положення у чемпіонаті - Перша футбольна ліга | Положення у чемпіонаті - Перша футбольна ліга | Положення у чемпіонаті - Перша футбольна ліга | Положення у чемпіонаті - Перша футбольна ліга | Положення у чемпіонаті - Перша футбольна ліга | Положення у чемпіонаті - Перша футбольна ліга |
| Поз.                                          | Команда                                       | І                                             | В                                             | Н                                             | П                                             | ГЗ                                            | ГП                                            | РГ                                            | О                                             |
| --------------------------------------------- | --------------------------------------------- | --------------------------------------------- | --------------------------------------------- | --------------------------------------------- | --------------------------------------------- | --------------------------------------------- | --------------------------------------------- | --------------------------------------------- | --------------------------------------------- |
| 3                                             | Шеффілд Венсдей                               | 46                                            | 28                                            | 12                                            | 6                                             | 81                                            | 37                                            | +44                                           | 96                                            |
| 4                                             | Барнслі                                       | 46                                            | 26                                            | 8                                             | 12                                            | 80                                            | 47                                            | +33                                           | 86                                            |
| 5                                             | Болтон Вондерерз                              | 46                                            | 23                                            | 12                                            | 11                                            | 62                                            | 36                                            | +26                                           | 81                                            |
| 6                                             | Пітерборо Юнайтед                             | 46                                            | 24                                            | 5                                             | 17                                            | 75                                            | 54                                            | +21                                           | 77                                            |

#### Перше коло
| 12 травня 2023 22:00 (UTC+2) |

| Пітерборо Юнайтед                                     | 4–0      | Шеффілд Венсдей |
| ----------------------------------------------------- | -------- | --------------- |
| - Тейлор 20' - Вард 36' - Поку 50' - Кларк-Гарріс 82' | Протокол |                 |

| Лондон-Роуд, Пітерборо Глядачів: 12,569 |

| 13 травня 2023 17:00 (UTC+2) |

| Болтон Вондерерз | 1–1      | Барнслі    |
| ---------------- | -------- | ---------- |
| Чарльз 67'       | Протокол | Кедден 63' |

| Юніверсіті оф Болтон, Болтон Глядачів: 23,450 |

#### Друге коло
| 18 травня 2023 22:00 (UTC+2) |

| Шеффілд Венсдей                                                            | 5–1 (д.ч.) | Пітерборо Юнайтед                           |
| -------------------------------------------------------------------------- | ---------- | ------------------------------------------- |
| - Сміт 9' (пен.) - Грегорі 25' - Джеймс 71' - Палмер 90+8' - Патерсон 112' | Протокол   | - Грегорі 105' (аг)                         |
|                                                                            | Пенальті   |                                             |
| - Сміт - Волкс - Беннан - Джош Віндесс - Гант                              | 5–3        | - Кларк-Гарріс - Батлер - Норберн - Чіманга |

| Гіллсборо, Шеффілд Глядачів: 31,835 |

| 19 травня 2023 22:00 (UTC+2) |

| Барнслі       | 1–0      | Болтон Вондерерз |
| ------------- | -------- | ---------------- |
| - Кітчинг 24' | Протокол |                  |

| Оуквелл, Барнслі Глядачів: 16,274 |

### Фінал плей-оф Першої футбольної ліги
| 29 травня 2023 17:00 (UTC+2) |

| Барнслі | 0–1 (д.ч.) | Шеффілд Венсдей       |
| ------- | ---------- | --------------------- |
|         | Протокол   | - Джош Віндесс 120+3' |

| Вемблі, Лондон Глядачів: 72,492 Арбітр: Тім Робінсон |

## Друга футбольна ліга

### Півфінали плей-оф Другої футбольної ліги
| Положення у чемпіонаті - Друга футбольна ліга | Положення у чемпіонаті - Друга футбольна ліга | Положення у чемпіонаті - Друга футбольна ліга | Положення у чемпіонаті - Друга футбольна ліга | Положення у чемпіонаті - Друга футбольна ліга | Положення у чемпіонаті - Друга футбольна ліга | Положення у чемпіонаті - Друга футбольна ліга | Положення у чемпіонаті - Друга футбольна ліга | Положення у чемпіонаті - Друга футбольна ліга | Положення у чемпіонаті - Друга футбольна ліга |
| Поз.                                          | Команда                                       | І                                             | В                                             | Н                                             | П                                             | ГЗ                                            | ГП                                            | РГ                                            | О                                             |
| --------------------------------------------- | --------------------------------------------- | --------------------------------------------- | --------------------------------------------- | --------------------------------------------- | --------------------------------------------- | --------------------------------------------- | --------------------------------------------- | --------------------------------------------- | --------------------------------------------- |
| 4                                             | Стокпорт Каунті                               | 46                                            | 22                                            | 13                                            | 11                                            | 65                                            | 37                                            | +28                                           | 79                                            |
| 5                                             | Карлайл Юнайтед                               | 46                                            | 20                                            | 16                                            | 10                                            | 66                                            | 43                                            | +23                                           | 76                                            |
| 6                                             | Бредфорд Сіті                                 | 46                                            | 20                                            | 16                                            | 10                                            | 61                                            | 43                                            | +18                                           | 76                                            |
| 7                                             | Солфорд Сіті                                  | 46                                            | 22                                            | 9                                             | 15                                            | 72                                            | 54                                            | +18                                           | 75                                            |

#### Перше коло
| 13 травня 2023 21:45 (UTC+2) |

| Солфорд Сіті | 1–0      | Стокпорт Каунті |
| ------------ | -------- | --------------- |
| Сміт 17'     | Протокол |                 |

| Мур Лейн, Солфорд Глядачів: 3,923 |

| 14 травня 2023 21:00 (UTC+2) |

| Бредфорд Сіті | 1–0      | Карлайл Юнайтед |
| ------------- | -------- | --------------- |
| Вокер 18'     | Протокол |                 |

| Веллі Перейд, Бредфорд Глядачів: 20,575 |

#### Друге коло
| 20 травня 2023 14:30 (UTC+2) |

| Стокпорт Каунті                         | 2–1 (д.ч.) | Солфорд Сіті                       |
| --------------------------------------- | ---------- | ---------------------------------- |
| - Олаофе 68' - Стреттон 115'            | Протокол   | - Маллан 112'                      |
|                                         | Пенальті   |                                    |
| - Медден - Кросдейл - Коллар - Сарчевич | 3–1        | - Лунд - Маріаппа - Баррі - Маллан |

| Еджлі Парк, Стокпорт Глядачів: 10,023 |

| 20 травня 2023 17:00 (UTC+2) |

| Карлайл Юнайтед                              | 3–1 (д.ч.) | Бредфорд Сіті   |
| -------------------------------------------- | ---------- | --------------- |
| - Геллідей 21' (аг) - Гай 98' - Барклай 112' | Протокол   | - Дербішир 106' |

| Брантон Парк, Карлайл Глядачів: 15,401 |

### Фінал плей-оф Другої футбольної ліги
| 28 травня 2023 15:30 (UTC+2) |

| Стокпорт Каунті                                          | 1–1 (д.ч.) | Карлайл Юнайтед                                   |
| -------------------------------------------------------- | ---------- | ------------------------------------------------- |
| - Мелліш 34' (аг)                                        | Протокол   | - Патрік 84'                                      |
|                                                          | Пенальті   |                                                   |
| - Лемонгей-Еванс - Райделl - Іпполіт - Стреттон - Коллар | 4–5        | - Денніс - *Мелліш - Едмондсон - Моксон - Чартерс |

| Вемблі, Лондон Глядачів: 34,004 |